# 183e Infanteriedivisie (Wehrmacht)
De 183e Infanteriedivisie/183e Volksgrenadierdivisie (Duits: 183. Infanterie-Division/183. Volks-Grenadier-Division) was een Duitse infanteriedivisie tijdens de Tweede Wereldoorlog. De divisie kwam voor het eerst korte tijd in actie in Oost-Frankrijk in juni 1940. Na een tijd in het Protectoraat Bohemen en Moravië, werd de divisie ingezet in de Balkanveldtocht. Vanaf september 1941 kwam de divisie in actie aan het oostfront en was in actie in het gebied voor Moskou tot juli 1943. Daarna volgde een terugtocht en verplaatsing naar het gebied noordelijk van Kiev. Op 2 november 1943 werden de resten van de divisie opgenomen in Korps-Abteilung C.
Herboren als 183e Volksgrenadierdivisie in september 1944, volgde meteen inzet aan het front noordelijk van Aken. Voorjaar 1945 volgde een terugtocht tot over de Rijn. De divisie eindigde de oorlog in april 1945 in de Ruhrkessel.

## Geschiedenis 183e Infanteriedivisie

### Oprichting en training
De 183e Infanteriedivisie werd opgericht op 28 november 1939 op Oefenterrein Münsingen in Wehrkreis XIII. De 183e Infanteriedivisie was een divisie van de 7e Aufstellungswelle. Deze Welle werd samengesteld eind 1939, toen de Wehrmacht zich voorbereidde op de Slag om Frankrijk. In deze 7e Welle-eenheden werden de antitankdetachementen ondersteund door een fietscompagnie. Ze waren bewapend met Duits materieel, in plaats van met het Tsjechoslowaakse materieel van de 5e en 6e Welle. Tegen  januari 1940 was de divisie op volledige sterkte nadat Feldersatz-Bataillone 10, 17 en 46 waren toegevoegd. De verdere training werd tegen mei 1940 afgerond. 

### Westfeldzug
Vanaf 22 mei 1940 verplaatste de divisie zich naar het reeds ingenomen Luxemburg. Vervolgens nam de divisie in juni deel aan de doorbraak door de Maginotlinie en de verovering van Lotharingen. Na de Franse wapenstilstand werd de divisie tot 10 juli overgebracht van Thionville naar Aken.

### Bezettingsmacht in Protektorat Böhmen-Mähren
Vanuit Aken werd de divisie per trein overgebracht naar het Protectoraat Bohemen en Moravië, waar een verdere training volgde. Begin april 1941 werd de divisie verplaatst naar Graz als voorbereiding op de Balkanveldtocht.

### Balkan
Vanaf 6 april nam de divisie deel aan de aanval op Joegoslavië, waarbij de divisie het gebied tussen de Drau en de Sava bezette. Tot 10 juni 1941 bleef de divisie vervolgens in dit gebied. Daarna volgde een transport terug naar Graz.

### Operatie Barbarossa
Gestationeerd in Steiermark was de divisie niet meteen in actie tijdens de aanval op de Sovjet-Unie, maar rukte pas van 8 augustus het land binnen in het gebied Suwałki -Grodno. Vervolgens rukte de divisie op naar Vilnius, en verder via Daugavpils en Newel naar Velizj. De eerste gevechtsmissie van de divisie aan dit front vond plaats vanaf 20 september 1941 onder het 4e Leger om de Jelnja-boog te verdedigen en daarna in de dubbelslag om Vjazma en Brjansk. Via Dorogoboezj en de rivier de Nara vocht de divisie zich een weg naar Naro-Fominsk, waar het offensief tot stilstand kwam. In de slag om Moskou bleef de divisie vechten onder het 4e Leger en leed ook in de winter grote verliezen met temperaturen tot -42 °C.  In defensieve gevechten langs de Nara, ten zuiden van Moshaisk en langs de rivieren Vorja en Istra, kon de divisie haar posities meer dan een jaar behouden.

Operatie Büffel

Eind januari 1943 besloot Hitler de grote frontboog van Rzjev te ontruimen om de troepen te sparen nadat het Duitse leger grote verliezen had geleden, met name bij Stalingrad. De divisie, nog steeds als onderdeel van het 4de Leger, trok zich vanaf 7 maart 1943 terug naar kortere frontlinies oostwaarts Spas-Demensk. De Sovjetaanvallen op de nieuwe posities tot eind maart 1943 werden afgeslagen. In Operatie Büffel werd een verkorting van het front met 370 km bereikt voor het gebied van Heeresgruppe Mitte.
Er volgt een nieuwe fase van de loopgravenoorlog. Daarna werd de divisie uit het front gehaald en kon voor het eerst sinds het begin van de strijd aan het oostfront afgelost worden.
Vanaf 17 juli 1943, na het mislukken van Operatie Citadel, moest de divisie worden ingezet bij het 2e Pantserleger en vervolgens bij het 9e Leger om de Orelboog te verdedigen. Uiteindelijk was het niet mogelijk om de Duitse posities te behouden, zodat een terugtrekkingsbeweging naar de Hagenstelling ten oosten van Brjansk werd opgestart, waaraan de divisie vanaf 10 augustus 1943 deelnam.

### Overplaatsing naar Heeresgruppe Süd
Vanaf 28 augustus 1943 werd de divisie uit het front gehaald en per spoor overgebracht naar Heeresgruppe Süd in het inbraakgebied Konotop-Bakhmach, waar het als onderdeel van het 4e Pantserleger de opmars van het Rode Leger kon vertragen, maar niet kon stoppen. Op 12 september werd de divisie genoemd in het Wehrmachtbericht. Nadat Heeresgruppe Süd op 15 september 1943 opdracht had gegeven tot de terugtrekking van het gehele front naar de Melitopol-Dnjeprlijn ten noorden van Kiev, trok de divisie zich terug, stak vanaf 22 september de Dnjepr over en nam posities in ten noorden van Kiev. Tegen oktober 1943 was de divisie niet veel meer dan een Kampfgruppe en moest zich naar zuidelijk van de samenvloeiing van de Teterev met de Dnjepr terugtrekken.

### Korps-Abteilung C
De divisie werd op 2 november 1943 met de 217e en de 339e Infanteriedivisie in dat gebied samengevoegd tot Korps-Abteilung C. De staf van de divisie vormde de staf van de Korps-Abteilung. Staf/Gren.Rgt. 330 werd de Div.Gruppe 183 met de Rgts.Gruppen 330 en 351 in deze groep. In de Korps-Abteilung werd ook opgenomen het Artillerieregiment, het Pionier-Bataillon, de Panzerjäger-Abteilung, de Nachrichtenabteilung en de Nachschubstruppen. De Rgts.Staf/Gren.Rgt. 351 werd Staf/Gren.Rgt. 958 in de 363e Infanteriedivisie. 
De 183e Infanteriedivisie werd opgeheven op 2 november 1943 en daarmee kwam een einde aan de divisie.
Met bevel van 20/27 juli 1944 zou de 183e Infanteriedivisie opnieuw worden opgericht door Korps-Abteilung C te hernoemen, maar de daadwerkelijke omdoping gebeurde niet vanwege de omsingeling en vernietiging van deze Korps-Abteilung in de Brody-pocket tijdens de gedeeltelijke ineenstorting van het front van Heeresgruppe Nordukraine.
Wel werd bij besluit van 5 augustus 1944 (nr. I/18560/44) de 183e Infanteriedivisie met onmiddellijke ingang ontbonden.

## Geschiedenis 183e Volksgrenadierdivisie

### Oprichting en training
De 564e Volksgrenadierdivisie werd opgericht op 26 augustus 1944 op Oefenterrein Döllersheim in Wehrkreis XVII als onderdeel van de 32. Welle. Alvorens de oprichting volledig was, werd de divisie al op 15 september 1944 omgedoopt in de 183e Volksgrenadierdivisie.

### Westwall rond Aken

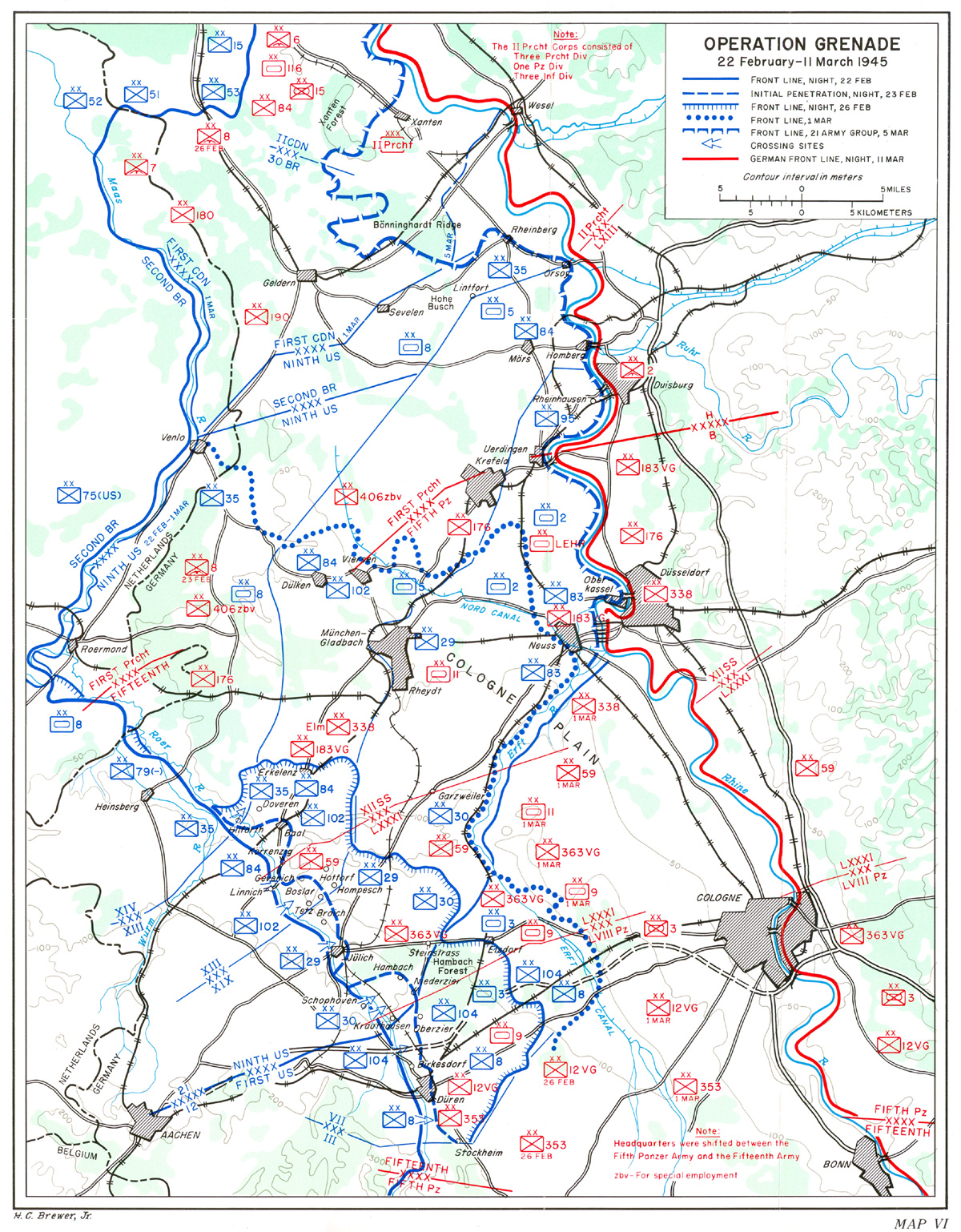
Operatie Grenade

De nieuwe divisie werd al op 16 september 1944 zonder verdere training overgeplaatst naar de Westwall aan het westfront, waar ze ten noorden van Aken werd ingezet. De divisie verhinderde de doorbraak door haar frontsector tijdens een grote Amerikaanse aanval van 2 tot 4 oktober 1944 en leed daarbij 729 man verliezen. In november verdedigde de divisie Geilenkirchen tegen Operatie Clipper. Na een korte terugtrekking, en een korte opfris achter het front, kon de divisie zijn stellingen noordelijk van deze stad tot februari 1945 behouden. Op 23 februari 1945 onderging de divisie de aanval van de Amerikanen in Operatie Grenade en werd hierbij geleidelijk volkomen opgebruikt. Tegen de avond van 26 februari was de divisie zover gesloken, dat de gevechtssterkte slechts 500 man bedroeg en daarmee betiteld werd als Regimentsgrupp 183e Volksgrenadierdivisie. Nu volgde de terugtocht naar de Nederrijn bij Düsseldorf en de rivier werd op 3 maart overgestoken. 

### Ruhrkessel
De divisie bleef op deze positie tot net na de sluiting van de Ruhrkessel begin april 1945. Daarna werd de divisie naar het Siegfront overgebracht, rond Waldbröl. Vandaar werd de divisie naar het noorden geduwd door de oprukkende Amerikanen. Via Gummersbach verdween de divisie in de westelijke Ruhrkessel.

### Einde
De 183e Volksgrenadierdivisie capituleerde op 16 april 1945 aan Amerikaanse troepen bij Wipperfürth.

## Commandanten
| Rang                                              | Naam               | Begin             | Eind                           |
| ------------------------------------------------- | ------------------ | ----------------- | ------------------------------ |
| Generalmajor vanaf 1 oktober 1941 Generalleutnant | Benignus Dippold   | 1 december 1939   | 4 oktober 1941 (raakte gewond) |
| Generalleutnant                                   | Erich Heinemann    | 4 oktober 1941    | 12 oktober 1941                |
| Generalmajor                                      | Richard Stempel    | 12 oktober 1941   | 20 januari 1942                |
| Generalmajor vanaf 1 januari 1943 Generalleutnant | Augustus Dettling  | 20 januari 1942   | 2 november 1943                |
| Generalleutnant                                   | Wolfgang Lange     | 15 september 1944 | 25 februari 1945               |
| Oberst vanaf 1 april 1945 Generalmajor            | Hinrich Warrelmann | 12 april 1945     | 8 mei 1945                     |

Generalleutnant Dippold raakte gewond en werd tijdelijk vervangen door Generalleutnant Heinemann tot Generalmajor Stempel aangekomen was.

## Bovenliggende bevelslagen
| Legerkorps                                      | Leger          | Legergroep         | Plaats/regio    | Begin             | Eind              |
| ----------------------------------------------- | -------------- | ------------------ | --------------- | ----------------- | ----------------- |
| in oprichting                                   |                | Wehrkreis XIII     |                 | 28 november 1939  | 24 december 1939  |
| Stellv.Gen.Kdo. V                               |                | Wehrkreis V        | Münsingen       | 25 december 1939  | 27 april 1940     |
| direct onder bevel                              | OKH            | Heeresgruppe A     | Neckarsulm      | 28 april 1940     | 20 mei 1940       |
| direct onder bevel                              |                | Heeresgruppe A     | Trier           | 21 mei 1940       | 23 mei 1940       |
| H.Kdo. z.b.V. XXXVI                             | 16. Armee      | Heeresgruppe A     | Arlon           | 24 mei 1940       | 1 juni 1940       |
| 13e Legerkorps                                  | 16. Armee      | Heeresgruppe A     | Lotharingen     | 2 juni 1940       | 4 juni 1940       |
| H.Kdo. z.b.V. XXXI                              | 16. Armee      | Heeresgruppe B     | Lotharingen     | 4 juni 1940       | 12 juli 1940      |
| Wehrmbev. b. Reichsprotektorat Böhmen u. Mähren |                |                    | Protektorat     | 13 juli 1940      | november 1940     |
| 50e Legerkorps                                  | 2. Armee       | Heeresgruppe C     | Protektorat     | november 1940     |                   |
| 51e Legerkorps                                  | 2.Armee        | Heeregruppe C      | Protektorat     | december 1940     | april 1941        |
| 51e Legerkorps                                  | 2.Armee        | Heeregruppe C      | Joegoslavië     | april 1940        | 10 juni 1941      |
| ?                                               | ?              | ?                  | Steiermark      | 10juni 1940       | 2 augustus 1941   |
| direct onder bevel                              | z. Vfg. OKH    | Heeresgruppe Süd   | Polen           | 2 augustus 1941   | 13 augustus 1941  |
| direct onder bevel                              | z. Vfg. OKH    | Heeresgruppe Mitte | Vilnius         | 13 augustus 1941  | 16 augustus 1941  |
| direct onder bevel                              | z. Vfg. OKH    | Heeresgruppe Nord  | Daugavpils      | 16 augustus 1941  | 2 september 1941  |
| direct onder bevel                              | 9. Armee       | Heeresgruppe Mitte | Nevel           | 2 september 1941  | 13 september 1941 |
| direct onder bevel                              | 4. Armee       | Heeresgruppe Mitte | Newel/Velizj    | 13 september 1941 | 14 september 1941 |
| 20e Legerkorps                                  | 4. Armee       | Heeresgruppe Mitte | Vjazma          | 14 september 1941 | 20 september 1941 |
| 9e Legerkorps                                   | 4. Armee       | Heeresgruppe Mitte | Vjazma          | 20 september 1941 | 11 oktober 1941   |
| 20e Legerkorps                                  | 4. Armee       | Heeresgruppe Mitte | Vjazma          | 11 oktober 1941   | 16 oktober 1941   |
| 7e Legerkorps                                   | 4. Armee       | Heeresgruppe Mitte | Vjazma          | 16 oktober 1941   | 17 oktober 1941   |
| 20e Legerkorps                                  | 4. Armee       | Heeresgruppe Mitte | Vjazma/Moskou   | 17 oktober 1941   | 29 oktober 1941   |
| 57e Gemotoriseerde Korps                        | 4. Armee       | Heeresgruppe Mitte | Moskou          | 29 oktober 1941   | 7 november 1941   |
| 20e Legerkorps                                  | 4. Armee       | Heeresgruppe Mitte | Moskou/Gzjatsk  | 7 november 1941   | januari 1942      |
| 20e Legerkorps                                  | 4. Armee       | Heeresgruppe Mitte | Moskou/Gzjatsk  | 7 november 1941   | 12 februari 1943  |
| 20e Legerkorps                                  | 4. Panzerarmee | Heeresgruppe Mitte | Gzjatsk         | januari 1942      | mei 1942          |
| 20e Legerkorps                                  | 3. Panzerarmee | Heeresgruppe Mitte | Gzjatsk         | mei 1942          | januari 1943      |
| 20e Legerkorps                                  | 4. Armee       | Heeresgruppe Mitte | Spas-Demensk    | januari 1943      | 12 februari 1943  |
| 12e Legerkorps                                  | 4. Armee       | Heeresgruppe Mitte | Spas-Demensk    | 12 februari 1943  | 2 juli 1943       |
| direct onder bevel                              | 4. Armee       | Heeresgruppe Mitte | Spas-Demensk    | 2 juli 1943       |                   |
| 55e Legerkorps                                  | 2. Panzerarmee | Heeresgruppe Mitte | Bakhmach        | augustus 1943     |                   |
| 13e Legerkorps                                  | 4. Panzerarmee | Heeresgruppe Süd   | Bakhmach        | september 1943    |                   |
| 59e Legerkorps                                  | 4. Panzerarmee | Heeresgruppe Süd   | Kiev/Dymer      | september 1943    | 2 november 1943   |
| 81e Legerkorps                                  | 7. Armee       | Heeresgruppe B     | Aken            | 20 september 1944 | 16 oktober 1944   |
| XII SS Korps                                    | 5. Panzerarmee | Heeresgruppe B     | Aken            | 17 oktober 1944   | 22 oktober 1944   |
| direct onder bevel                              | 5. Panzerarmee | Heeresgruppe B     | Aken            | 23 oktober 1944   | 25 oktober 1944   |
| 81e Legerkorps                                  | 5. Panzerarmee | Heeresgruppe B     | Aken            | 25 oktober 1944   | 15 november 1944  |
| 47e Pantserkorps                                | 15. Armee      | Heeresgruppe B     | Aken            | 16 november 1944  | 16 december 1944  |
| Höh. Kdo. Vogesen                               | 15. Armee      | Heeresgruppe B     | Aken            | 22 december 1944  | 22 december 1944  |
| XII SS Korps                                    | 15. Armee      | Heeresgruppe B     | Roer/Düsseldorf | 22 december 1944  | begin maart 1945  |
| XII SS Korps                                    | 5. Panzerarmee | Heeresgruppe B     | Düsseldorf      | 22 december 1944  | begin april 1945  |
| 58e Pantserkorps                                | 5. Panzerarmee | Heeresgruppe B     | Ruhrkessel      | begin april 1945  | 16 april 1945     |

## Samenstelling
183e Infanteriedivisie
- Infanterie-Regiment 330
- Infanterie-Regiment 343 (opgeheven 27 maart 1942)
- Infanterie-Regiment 351
- Artillerie-Regiment 219 (vier Abteilungen)
- Panzerjäger-Abteilung 219 (antitankbataljon)
- Fahrrad-Schwadron 219 (fietscompagnie)
- Pionier-Bataillon 219 (geniebataljon)
- Feldersatz-Bataillon 219 (vervangingsbataljon)
- Nachrichtenabteilung 219 (verbindingsbataljon)
- Nachschubstruppen (bevoorradingstroepen)

183e Volksgrenadierdivisie
- Grenadier-Regiment 330
- Grenadier-Regiment 343
- Grenadier-Regiment 351
- Artillerie-Regiment 219
- Divisions-Füsilier-Bataillon 183
- Pionier-Bataillon 219
- Panzerjäger-Abteilung 219
- Infanterie-Divisions-Nachrichten-Abteilung 219
- Divisions-Versorgungs-Regiment 219